# Mathematical Finance
Mathematical Finance ist eine wissenschaftliche Fachzeitschrift für das Fachgebiet Finanzmathematik. Sie wird vom Verlag Wiley-Blackwell herausgegeben und erscheint vierteljährlich. Erklärtes Ziel ist, Forschung aus den Bereichen Finanzökonomie, Volkswirtschaftslehre, Mathematik und Statistik zusammenzubringen.

## Redaktion
Die Redaktion des Mathematical Finance wird von Rama Cont geführt, ein achtköpfiger Redaktionsrat sowie eine Reihe assoziierter Redakteure.

## Rezeption
Eine Studie der französischen Ökonomen Pierre-Phillippe Combes und Laurent Linnemer sortiert das Journal mit Rang 57 von 600 wirtschaftswissenschaftlichen Zeitschriften in die drittbeste Kategorie A ein.
Im Jahr 2014 hatte das Journal gemäß eigenen Angaben einen Impact-Faktor von 1.774.